# Гейзе, Карл
Карл Вильгельм Людвиг Ге́йзе (нем. Karl Wilhelm Ludwig Heyse; 15 октября 1797, Ольденбург — 25 ноября 1855, Берлин) — немецкий филолог-классик.

## Биография
Карл Гейзе учился в Ольденбургской гимназии, где преподавал его отец Иоганн Христиан Август Гейзе. С 1812 по 1815 получил специальность частного воспитателя, после чего работал в семье Вильгельма фон Гумбольдта наставником его младшего сына. С 1816 года проходил обучение в Берлинском университете, посещая лекции Филиппа Бёка, Франца Боппа и Георга Гегеля.
К известным публикациям Карла Гейзе можно отнести обработанные им произведения своего отца по грамматике и лексикографии. Главным трудом Карла Гейзе является статья «Система языкознания» (нем. System der Sprachwissenschaft), которая впервые была издана только после его смерти. На русском языке это произведение было опубликовано в воронежском журнале А. Хованского «Филологические записки» в 1864 г. в переводе и обработке И. М. Желтова.
Сын Гейзе Пауль Хейзе стал известным писателем и получил в 1910 году Нобелевскую премию по литературе.